# Ivano Strizzolo
Ivano Strizzolo (Bicinicco, 25 agosto 1952) è un politico italiano.

## Biografia
Impegnato in politica fin dalla giovane età nella Democrazia Cristiana. Viene eletto più volte consigliere comunale a Bicinicco, ricoprendo anche i ruoli di assessore e vice-sindaco. Dal 1985 è consigliere provinciale e assessore alla provincia di Udine. Nel 1988 viene eletto consigliere regionale in Friuli-Venezia Giulia, confermando il seggio anche alle elezioni del 1993. 
Dopo lo scioglimento della DC, aderisce al PPI, di cui dal 1998 è segretario regionale e con il quale nel 1999 è candidato alla presidenza della Provincia di Udine (per l'intera coalizione di centrosinistra), venendo sconfitto al ballottaggio con il 49,68%. Nel 2001 è uno dei fondatori della Margherita.
Nel 2006 viene eletto deputato nella lista dell'Ulivo nella circoscrizione Friuli-Venezia Giulia. Viene poi confermato alla Camera nella XVI legislatura tra le file del PD. Termina il proprio mandato parlamentare nel 2013.